# مدينة بير
مدينة بير (بالفارسية: شهرپیر) هي منطقة سكنية تقع في إيران في Izadkhvast District. يقدر عدد سكانها بـ 7,161 نسمة .